# Самопідіймальні бурові установки

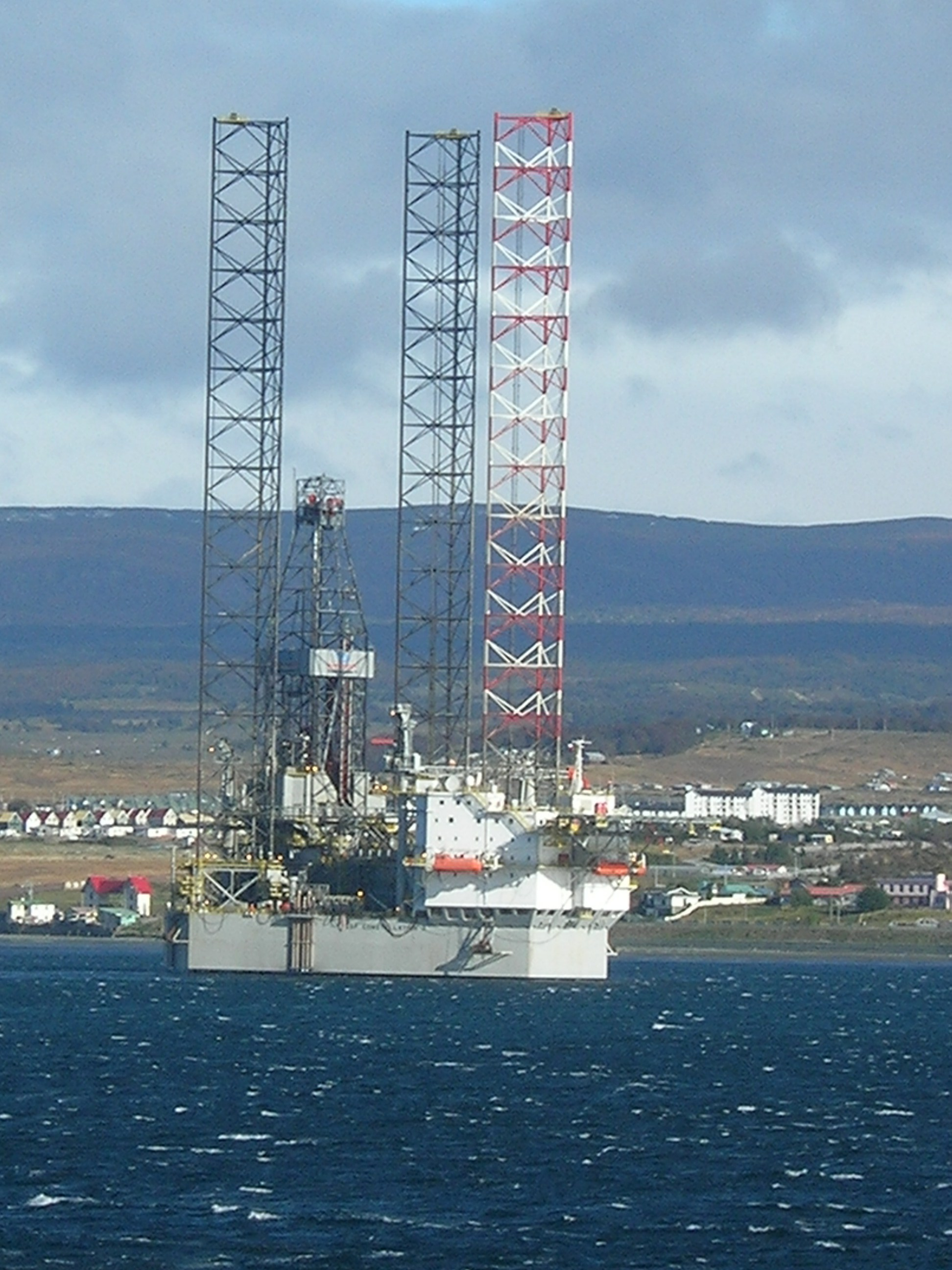
Самопідіймальна бурова установка.

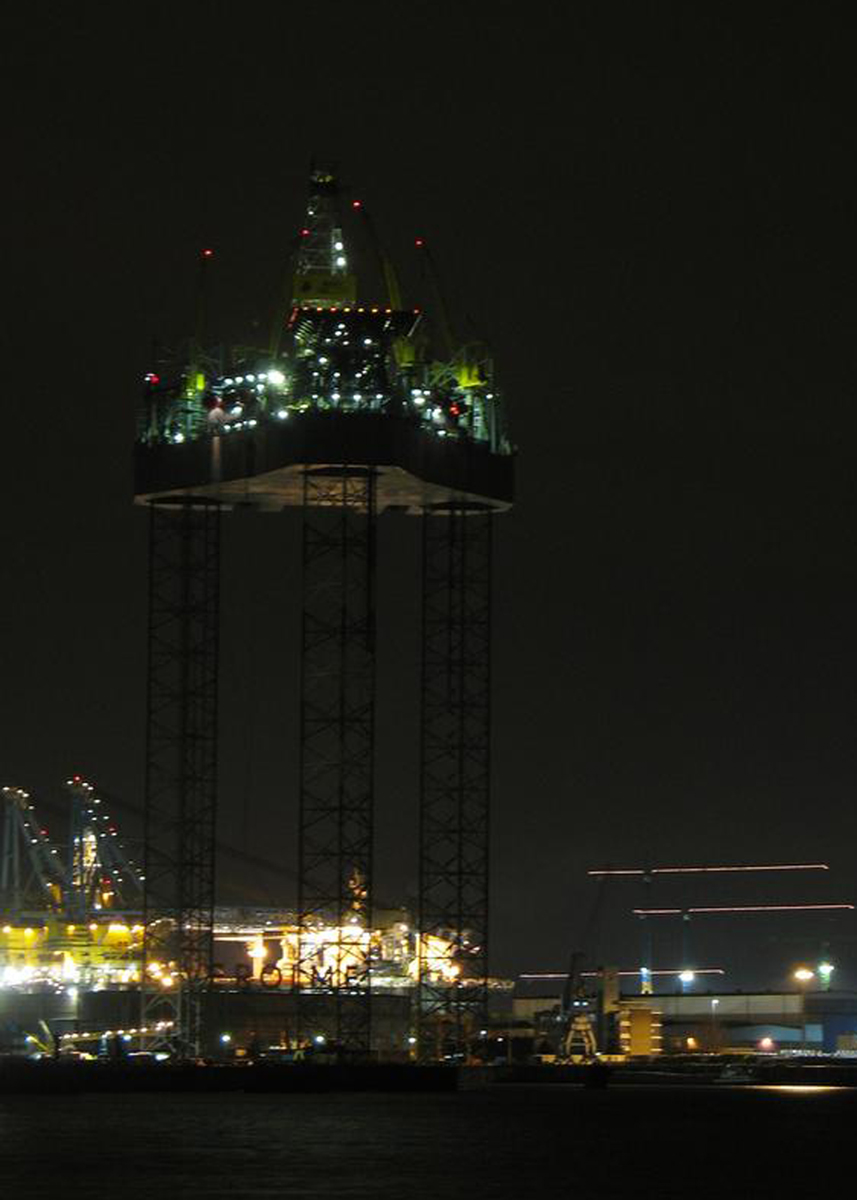
Самопідіймальна бурова установка піднята на «ноги».

Самопідіймальні бурові установки (СПБУ) (англ. Jack-up drilling rig) — різновид бурових установок на морських платформах. Самопідіймальні бурові установки відрізняються достатнім запасом плавучості, що дозволяє їх транспортування разом з буровим обладнанням, інструментом і необхідним запасом витратних матеріалів.

## Загальний опис
Цей тип морських бурових установок за способом переміщення, видами робіт, формою корпусу і конструкцією робочої платформи нагадує бурову баржу, а іноді є модернізованою буровою баржею. На дно СПБУ встановлюють за допомогою спеціальних механізмів і опор. Корпус піднімають вище рівня води так, щоб виключити вплив хвиль. До конструкції включені три, чотири або п'ять опор з черевиками, що опускаються і задавлюються в морське дно на час проведення бурових робіт. Також може проводиться заякорювання бурової установки, але стояння на опорах є більш безпечним режимом експлуатації, так як в цьому випадку корпус не торкається поверхні води.
Глибина води на якій може працювати самопідіймальна бурова платформа обмежена, як правило довжиною опор і не перевищує 150 метрів (переважно 20—120 м). У спеціальних випадках — від 150 до 190 метрів. Найбільша глибина досягнута установкою Lloyd Noble, завершеною у 2016 році — 214 метрів.
Способи монтажу превенторних пристроїв і з'єднання гирла свердловини з платформою аналогічні морським стаціонарним платформам. Обсадні колони, підвішені під столом ротора, забезпечують більш надійну експлуатацію. Після того, як буріння та освоєння розвідувальної свердловини завершено, встановлюють ліквідаційні мости і обрізають всі обсадні колони нижче рівня дна моря.
Самопідіймальну бурову установку спочатку буксирують до місця буріння в плавучому стані, після чого ноги платформи опускають і затискають в морське дно, забезпечуючи стабільне положення платформи при бурінні. Самопідіймальні установки можуть використовуватись і як допоміжні судна, які розміщуються поряд з основною стаціонарною платформою. В цьому випадку бурова вишка насувається на основну платформу і буріння проводять через отвір у стаціонарній платформі.
СПБУ для невеликих глибин будувалися в кінці 70-х — початку 80-х років ХХ ст. і протягом останніх 35—40 років не створювалися у зв'язку зі зміщенням районів потенційного морського нафтовидобутку і, відповідно, пошуково-розвідувального буріння, в глибоководні райони. Оскільки СПБУ для невеликих глибин виконували роботи в прибережних районах на невеликій відстані від берегових баз постачання, то вони мають відносно малі запаси та перемінне навантаження. Щоб не здорожувати транспортну систему постачання установок, на СПБУ споруджених в останні роки, величина змінного навантаження та кількість запасів, що визначають автономність установки, приймалися в 2,5—3,5 рази більшими, порівняно з СПБУ для невеликих глибин.